# Russula foetens
Russula foetens é um fungo que pertence ao gênero de cogumelos Russula na ordem Russulales. A espécie foi descrita cientificamente pelo micologista Christiaan Hendrik Persoon em 1796.